# Karpivți, Ciudniv
Karpivți (în ucraineană Карпівці) este o comună în raionul Ciudniv, regiunea Jîtomîr, Ucraina, formată numai din satul de reședință.

## Demografie
Componența lingvistică a comunei Karpivți
     Ucraineană (99,24%)
     Alte limbi (0,75%)
Conform recensământului din 2001, majoritatea populației comunei Karpivți era vorbitoare de ucraineană (99,24%), existând în minoritate și vorbitori de alte limbi.